# Марцувка
Марцувка (пол. Marcówka) — село в Польщі, у гміні Зембжице Суського повіту Малопольського воєводства.
Населення — 710 осіб (2011).

## Історія
У 1975-1998 роках село належало до Бельського воєводства, підпорядковувалося районній адміністрації у Вадовицях.

## Демографія
Демографічна структура станом на 31 березня 2011 року:
|          | Загалом | Допрацездатний вік | Працездатний вік | Постпрацездатний вік |
| -------- | ------- | ------------------ | ---------------- | -------------------- |
| Чоловіки | 360     | 91                 | 233              | 36                   |
| Жінки    | 350     | 69                 | 205              | 76                   |
| Разом    | 710     | 160                | 438              | 112                  |